# Clusia pernambucensis
Clusia pernambucensis là một loài thực vật có hoa trong họ Bứa. Loài này được G.Mariz mô tả khoa học đầu tiên năm 1972 publ. 1973.